# Johnny Byrne (scénariste)
Pour les articles homonymes, voir Byrne.
Cet article possède un paronyme, voir John Byrne (homonymie).
Pour le footballeur, voir Johnny Byrne.
Johnny Byrne (né le 27 novembre 1935 à Dublin et mort le 2 avril 2008  à Norwich) est un écrivain et scénariste irlandais. Il est principalement connu pour ses nouvelles et son travail pour la télévision britannique des années 1970 aux années 2000.

## Biographie

### Débuts
Né en Irlande, puis voyageant dans sa jeunesse, Johnny Byrne fut professeur d'anglais et « poète itinérant » dans plusieurs pays d'Europe. En 1956, il quitte définitivement l'Irlande pour s'installer en angleterre. Dans les années 1960, il travaille en tant qu'éditeur littéraire et publie des nouvelles dans le magazine Science Fantasy.

### Carrière de scénariste
Il débute en 1970 en tant que scénariste par le scénario de Season of the Witch, un téléfilm de la BBC diffusé dans le cadre de l'anthologie The Wednesday Play. En 1972 il co-écrit l'adaptation en film  de Adolf Hitler: My Part in His Downfall avec le comique Spike Milligan et l'écrivain Norman Cohen. Il signe aussi en 1976 le scénario du film Rosie Is My Relative.
En 1976 il devient script-éditor (responsable des scénarios) sur la série vétérinaire All Creatures Great and Small poste qu'il occupera par intermittence (1978, 1985, 1988 et 1990) et pour lequel il écrira 29 épisodes. Il écrira aussi en 1987 des scénarios pour une autre série sur les chirurgiens vétérinaire One by One. Il sera aussi le créateur de la série Hearbeat qui a duré de 1992 à 2010 et en écrira près de 23 épisodes. Entre 1997 et 1998 il crée et écrit les épisodes d'une courte série Noah's Ark sur la vie d'un vétérinaire.

### Cosmos 1999
Entre 1973 et 1975 Johnny Byrne fut l'un des scénaristes les plus prolifiques de la première saison de la série Cosmos 1999, y écrivant 8 épisodes. Il fut engagé en tant que consultant sur la deuxième saison de la série, mais la production, souhaitant avoir plus d'impact sur le marché américain engagea finalement un consultant américain et il fut pour finir remplacé par Fred Freiberger. Il écrira néanmoins le premier épisode et les deux derniers épisodes de la saison.

### Doctor Who
Johnny Byrne a aussi contribué à la série Doctor Who dans les années 1980. Son premier épisode fut « The Keeper of Traken » (1981) un épisode qui commence une trilogie ayant pour centre la résurrection du Le Maître. Pour cela il créa le personnage de Nyssa qui devint plus tard un compagnon récurrent du 5e Docteur, incarné par Peter Davison. Son deuxième scénario, « Arc of Infinity » (1983) voit la résurrection d'Omega, un méchant apparu dans l'épisode de 1973 « The Three Doctors. » Enfin son dernier scénario, « Warriors of the Deep » (1984) fait réapparaître les Siluriens et les démons des mers. Toutefois celui-ci fut sévèrement réécrit par le script-éditor Eric Saward et la production de l'épisode fut une catastrophe. Johnny Byrne, qui avait un autre projet de scénario pour la série, préféra se tourner vers d'autres séries.
En 1990, Johnny Byrne fut contacté par le groupe Daltenreys pour écrire un film sur Doctor Who. Toutefois, pour des raisons de légalité entre la BBC et la compagnie de production, le film ne fut jamais fait.

### Autres travaux
En 1969, Johnny Byrne co-écrit avec Jenny Fabian le roman Groupie.

## Vie personnelle
En 1975 il épouse Sandy Carrington-Mail et fut père de trois enfants. Il décède du cancer le 2 avril 2008.

## Filmographie sélective (comme scénariste)
- 1970 : The Wednesday Play (série télévisée) : Season of the Witch
- 1973 : Adolf Hitler: My Part in His Downfall (co-écrit avec Spike Milligan et Norman Cohen.
- 1976 : Rosie Is My Relative
- 1975 : Cosmos 1999 (série télévisée) : épisode « Question de vie ou de mort » (co-écrit avec Art Wallace)
- 1975 : Cosmos 1999 (série télévisée) : épisode « Autre temps, autre lieu »
- 1975 : Cosmos 1999 (série télévisée) : épisode « Puissance de la vie »
- 1975 : Cosmos 1999 (série télévisée) : épisode « Le retour du voyageur »
- 1975 : Cosmos 1999 (série télévisée) : épisode « Au bout de l'éternité »
- 1975 : Cosmos 1999 (série télévisée) : épisode « La mission des Dariens »
- 1976 : Cosmos 1999 (série télévisée) : épisode « En désarroi »
- 1976 : Cosmos 1999 (série télévisée) : épisode « Le testament d'Arcadie »
- 1976 : Cosmos 1999 (série télévisée) : épisode « La Métamorphose »
- De 1976 à 1990 :  All Creatures Great and Small(série télévisée) : 29 épisodes.
- 1977 : Cosmos 1999 (série télévisée) : épisode « Le Syndrome de l’immunité »
- 1977 : Cosmos 1999 (série télévisée) : épisode « Les Dorcons »
- De 1980 à 1982 : Bizarre, bizarre (série télévisée) : 2 épisodes.
- 1981 : Doctor Who (série télévisée) : épisode « The Keeper of Traken »
- 1983 : Doctor Who (série télévisée) : épisode « Arc of Infinity »
- 1984 : Doctor Who (série télévisée) : épisode « Warriors of the Deep »
- 1984 : Miracles Take Longer (série télévisée) : 4 épisodes.
- 1985 : Dodger, Bonzo and the Rest (série télévisée) : 2 épisodes.
- 1987 : One by One (série télévisée) : 11 épisodes.
- De 1992 à 2005 : Hearbeat (série télévisée) : 23 épisodes.
- 1994 : Love Hurts (série télévisée) : 2 épisodes.
- De 1997 à 1998 : Noah's Ark (série télévisée) : 12 épisodes.
- 2011 : Young James Herriot (série télévisée) : 3 épisodes.